# Campionato asiatico per club 2018 (femminile)
Il campionato asiatico per club 2018 si è svolto dall'11 al 18 luglio 2018 a Öskemen, in Kazakistan: al torneo hanno partecipato nove squadre di club asiatiche e oceaniane e la vittoria finale è andata per la seconda volta consecutiva al Supreme Chonburi.

## Regolamento

### Formula
Le squadre hanno disputato una prima fase a gironi (i gironi sono stati stabiliti in base alla classifica finale dell'edizione 2017) con formula del girone all'italiana; al termine della prima fase: 
- Tutte le squadre hanno acceduto alla fase finale per il primo posto, strutturata in ottavi di finale (a cui hanno partecipato solamente la seconda classificata del girone B e l'ultima classificata del girone C), quarti di finale, semifinali, finale per il terzo posto e finale.
- Le squadre eliminate agli ottavi di finale e ai quarti di finale della fase finale per il primo posto hanno acceduto alla fase finale per il quinto posto; in base alla classifica finale dell'edizione 2017 quattro squadre hanno disputato una fase play-off: la vincitrice della finale dei play-off 1 ha acceduto alle semifinali della fase finale per il quinto posto e la squadra sconfitta si è classificata al nono posto, mentre la finale dei play-off 2 è servita per stabilire l'ordine delle semifinali della fase finale per il quinto posto. Le quattro squadre hanno quindi disputato semifinali, finale per il settimo posto e finale per il quinto posto.

### Criteri di classifica
Se il risultato finale è stato di 3-0 o 3-1 sono stati assegnati 3 punti alla squadra vincente e 0 a quella sconfitta, se il risultato finale è stato di 3-2 sono stati assegnati 2 punti alla squadra vincente e 1 a quella sconfitta.
L'ordine del posizionamento in classifica è stato definito in base a:
- Numero di partite vinte;
- Punti;
- Ratio dei set vinti/persi;
- Ratio dei punti realizzati/subiti;
- Risultati degli scontri diretti.

## Squadre partecipanti
| Squadra          | Qualificazione                                        |
| ---------------- | ----------------------------------------------------- |
| Jiangsu          | Vincitrice Volleyball League A 2016-17                |
| NEC Red Rockets  | Vincitrice V.Premier League 2016-17                   |
| Garuda           | Vincitrice Proliga 2018                               |
| Paykan           | Vincitrice Super League 2016-17                       |
| Altay            | Vincitrice Kazakhstan National Liga 2017-18           |
| Lanka Lions      | Vincitrice Sri Lanka Volleyball League Champions 2017 |
| CMFC             | Vincitrice Enterprise Volleyball League 2017-18       |
| Supreme Chonburi | Vincitrice Volleyball Thailand League 2017-18         |
| VTV Long An      | Vincitrice Volleyball Vietnam League 2017             |

## Torneo

### Fase a gironi
| Girone A         | Girone B | Girone C    |
| ---------------- | -------- | ----------- |
| Jiangsu          | Altay    | Garuda      |
| NEC Red Rockets  | Paykan   | Lanka Lions |
| Supreme Chonburi | CMFC     | VTV Long An |

#### Girone A

##### Risultati
| 11 luglio 2018 Palazzetto dello Sport Alexandrov, Öskemen Durata: 1h:12 - Spettatori: 800   | Supreme Chonburi | 3 - 0 | Jiangsu          | 25-20, 25-22, 25-11               |
| 12 luglio 2018 Palazzetto dello Sport Alexandrov, Öskemen Durata: 2h:04 - Spettatori: 2 500 | NEC Red Rockets  | 3 - 2 | Supreme Chonburi | 20-25, 21-25, 25-22, 25-18, 15-11 |
| 13 luglio 2018 Palazzetto dello Sport Alexandrov, Öskemen Durata: 2h:16 - Spettatori: 1 200 | Jiangsu          | 1 - 3 | NEC Red Rockets  | 25-21, 24-26, 27-29, 22-25        |

##### Classifica
| Pos | Squadra          | Pt | G | V | P | SV | SP | Ratio | PF  | PS  | Ratio |
| --- | ---------------- | -- | - | - | - | -- | -- | ----- | --- | --- | ----- |
| 1   | NEC Red Rockets  | 5  | 2 | 2 | 0 | 6  | 3  | 2.000 | 207 | 199 | 1.040 |
| 2   | Supreme Chonburi | 4  | 2 | 1 | 1 | 5  | 3  | 1.667 | 176 | 159 | 1.107 |
| 3   | Jiangsu          | 0  | 2 | 0 | 2 | 1  | 6  | 0.167 | 151 | 176 | 0.858 |

#### Girone B

##### Risultati
| 11 luglio 2018 Palazzetto dello Sport Alexandrov, Öskemen Durata: 1h:28 - Spettatori: 4 500 | Paykan | 0 - 3 | Altay  | 18-25, 16-25, 17-25               |
| 12 luglio 2018 Palazzetto dello Sport Alexandrov, Öskemen Durata: 2h:23 - Spettatori: 650   | CMFC   | 3 - 2 | Paykan | 24-26, 26-24, 15-25, 25-16, 15-11 |
| 13 luglio 2018 Palazzetto dello Sport Alexandrov, Öskemen Durata: 1h:50 - Spettatori: 3 000 | Altay  | 3 - 1 | CMFC   | 21-25, 25-18, 25-13, 25-23        |

##### Classifica
| Pos | Squadra | Pt | G | V | P | SV | SP | Ratio | PF  | PS  | Ratio |
| --- | ------- | -- | - | - | - | -- | -- | ----- | --- | --- | ----- |
| 1   | Altay   | 6  | 2 | 2 | 0 | 6  | 1  | 6.000 | 171 | 130 | 1.315 |
| 2   | CMFC    | 2  | 2 | 1 | 1 | 4  | 5  | 0.800 | 184 | 198 | 0.929 |
| 3   | Paykan  | 1  | 2 | 0 | 2 | 2  | 6  | 0.333 | 153 | 180 | 0.850 |

#### Girone C

##### Risultati
| 11 luglio 2018 Palazzetto dello Sport Alexandrov, Öskemen Durata: 1h:07 - Spettatori: 300 | VTV Long An | 3 - 0 | Lanka Lions | 25-8, 25-10, 25-11         |
| 12 luglio 2018 Palazzetto dello Sport Alexandrov, Öskemen Durata: 1h:16 - Spettatori: 430 | Lanka Lions | 0 - 3 | Garuda      | 20-25, 16-25, 11-25        |
| 13 luglio 2018 Palazzetto dello Sport Alexandrov, Öskemen Durata: 1h:54 - Spettatori: 300 | Garuda      | 3 - 1 | VTV Long An | 15-25, 25-18, 25-18, 25-23 |

##### Classifica
| Pos | Squadra     | Pt | G | V | P | SV | SP | Ratio | PF  | PS  | Ratio |
| --- | ----------- | -- | - | - | - | -- | -- | ----- | --- | --- | ----- |
| 1   | Garuda      | 6  | 2 | 2 | 0 | 6  | 1  | 6.000 | 165 | 131 | 1.260 |
| 2   | VTV Long An | 3  | 2 | 1 | 1 | 4  | 3  | 1.333 | 159 | 119 | 1.336 |
| 3   | Lanka Lions | 0  | 2 | 0 | 2 | 0  | 6  | 0.000 | 76  | 150 | 0.507 |

### Fase finale

#### Finale 1º e 3º posto
|  | Quarti      | Quarti      | Quarti          |                 |                  | Quarti           | Quarti | Quarti |  |  | Semifinali | Semifinali | Semifinali |  |  | Finale 1º/2º posto | Finale 1º/2º posto | Finale 1º/2º posto |  |
|  |             |             |                 |                 |                  |                  |        |        |  |  |            |            |            |  |  |                    |                    |                    |  |
|  | -           | -           | -               |                 |                  |                  |        |        |  |  |            |            |            |  |  |                    |                    |                    |  |
|  | -           | -           | -               |                 |                  |                  |        |        |  |  |            |            |            |  |  |                    |                    |                    |  |
|  | -           | -           | -               |                 |                  |                  |        |        |  |  |            |            |            |  |  |                    |                    |                    |  |
|  | -           | -           | -               |                 | Supreme Chonburi | Supreme Chonburi | 3      |        |  |  |            |            |            |  |  |                    |                    |                    |  |
|  |             |             |                 |                 | Supreme Chonburi | Supreme Chonburi | 3      |        |  |  |            |            |            |  |  |                    |                    |                    |  |
|  |             |             | Paykan          | Paykan          | 0                |                  |        |        |  |  |            |            |            |  |  |                    |                    |                    |  |
|  | -           | -           | Paykan          | Paykan          | 0                | -                |        |        |  |  |            |            |            |  |  |                    |                    |                    |  |
|  | -           | -           |                 |                 |                  |                  |        |        |  |  |            |            |            |  |  |                    |                    |                    |  |
|  | -           | -           | -               |                 |                  |                  |        |        |  |  |            |            |            |  |  |                    |                    |                    |  |
|  | -           | -           | -               |                 | Supreme Chonburi | Supreme Chonburi | 3      |        |  |  |            |            |            |  |  |                    |                    |                    |  |
|  |             |             |                 |                 |                  |                  |        |        |  |  |            |            |            |  |  |                    |                    |                    |  |
|  |             |             | Jiangsu         | Jiangsu         | 0                |                  |        |        |  |  |            |            |            |  |  |                    |                    |                    |  |
|  | -           | -           | Jiangsu         | Jiangsu         | 0                | -                |        |        |  |  |            |            |            |  |  |                    |                    |                    |  |
|  | -           | -           |                 |                 |                  |                  |        |        |  |  |            |            |            |  |  |                    |                    |                    |  |
|  | -           | -           | -               |                 |                  |                  |        |        |  |  |            |            |            |  |  |                    |                    |                    |  |
|  | -           | -           | -               |                 | Jiangsu          | Jiangsu          | 3      |        |  |  |            |            |            |  |  |                    |                    |                    |  |
|  |             |             |                 |                 | Jiangsu          | Jiangsu          | 3      |        |  |  |            |            |            |  |  |                    |                    |                    |  |
|  |             |             | Garuda          | Garuda          | 0                |                  |        |        |  |  |            |            |            |  |  |                    |                    |                    |  |
|  | -           | -           | Garuda          | Garuda          | 0                | -                |        |        |  |  |            |            |            |  |  |                    |                    |                    |  |
|  | -           | -           |                 |                 |                  |                  |        |        |  |  |            |            |            |  |  |                    |                    |                    |  |
|  | -           | -           | -               |                 |                  |                  |        |        |  |  |            |            |            |  |  |                    |                    |                    |  |
|  | -           | -           | -               |                 | Supreme Chonburi | Supreme Chonburi | 3      |        |  |  |            |            |            |  |  |                    |                    |                    |  |
|  |             |             |                 |                 |                  |                  |        |        |  |  |            |            |            |  |  |                    |                    |                    |  |
|  |             |             | NEC Red Rockets | NEC Red Rockets | 2                |                  |        |        |  |  |            |            |            |  |  |                    |                    |                    |  |
|  | -           | -           | NEC Red Rockets | NEC Red Rockets | 2                | -                |        |        |  |  |            |            |            |  |  |                    |                    |                    |  |
|  | -           | -           |                 |                 |                  |                  |        |        |  |  |            |            |            |  |  |                    |                    |                    |  |
|  | -           | -           | -               |                 |                  |                  |        |        |  |  |            |            |            |  |  |                    |                    |                    |  |
|  | -           | -           | -               |                 | NEC Red Rockets  | NEC Red Rockets  | 3      |        |  |  |            |            |            |  |  |                    |                    |                    |  |
|  |             |             |                 |                 | NEC Red Rockets  | NEC Red Rockets  | 3      |        |  |  |            |            |            |  |  |                    |                    |                    |  |
|  |             |             | CMFC            | CMFC            | 1                |                  |        |        |  |  |            |            |            |  |  |                    |                    |                    |  |
|  | CMFC        | CMFC        | CMFC            | CMFC            | 1                | 3                |        |        |  |  |            |            |            |  |  |                    |                    |                    |  |
|  | CMFC        | CMFC        |                 |                 |                  |                  |        |        |  |  |            |            |            |  |  |                    |                    |                    |  |
|  | Lanka Lions | Lanka Lions | 0               |                 |                  |                  |        |        |  |  |            |            |            |  |  |                    |                    |                    |  |
|  | Lanka Lions | Lanka Lions | 0               |                 | NEC Red Rockets  | NEC Red Rockets  | 3      |        |  |  |            |            |            |  |  |                    |                    |                    |  |
|  |             |             |                 |                 |                  |                  |        |        |  |  |            |            |            |  |  |                    |                    |                    |  |
|  |             |             | Altay           | Altay           | 0                |                  |        |        |  |  |            |            |            |  |  |                    |                    |                    |  |
|  | -           | -           | Altay           | Altay           | 0                | -                |        |        |  |  |            |            |            |  |  |                    |                    |                    |  |
|  | -           | -           |                 |                 |                  |                  |        |        |  |  |            |            |            |  |  |                    |                    |                    |  |
|  | -           | -           | -               |                 |                  |                  |        |        |  |  |            |            |            |  |  |                    |                    |                    |  |
|  | -           | -           | -               |                 | Altay            | Altay            | 3      |        |  |  |            |            |            |  |  |                    |                    |                    |  |
|  |             |             |                 |                 | Altay            | Altay            | 3      |        |  |  |            |            |            |  |  |                    |                    |                    |  |
|  |             |             | VTV Long An     | VTV Long An     | 0                |                  |        |        |  |  |            |            |            |  |  |                    |                    |                    |  |
|  | -           | -           | VTV Long An     | VTV Long An     | 0                | -                |        |        |  |  |            |            |            |  |  |                    |                    |                    |  |
|  | -           | -           |                 |                 |                  |                  |        |        |  |  |            |            |            |  |  |                    |                    |                    |  |
|  | -           | -           | -               |                 |                  |                  |        |        |  |  |            |            |            |  |  |                    |                    |                    |  |

##### Ottavi di finale
| 14 luglio 2018 Palazzetto dello Sport Alexandrov, Öskemen Durata: 1h:15 - Spettatori: 595 | CMFC | 3 - 0 | Lanka Lions | 25-12, 25-12, 25-11 |

##### Quarti di finale
| 14 luglio 2018 Palazzetto dello Sport Alexandrov, Öskemen Durata: 1h:06 - Spettatori: 700   | Supreme Chonburi | 3 - 0 | Paykan      | 25-14, 25-12, 25-16        |
| 14 luglio 2018 Palazzetto dello Sport Alexandrov, Öskemen Durata: 1h:27 - Spettatori: 350   | Jiangsu          | 3 - 0 | Garuda      | 25-21, 25-22, 25-20        |
| 14 luglio 2018 Palazzetto dello Sport Alexandrov, Öskemen Durata: 1h:21 - Spettatori: 2 250 | Altay            | 3 - 0 | VTV Long An | 25-17, 25-21, 25-15        |
| 16 luglio 2018 Palazzetto dello Sport Alexandrov, Öskemen Durata: 1h:47 - Spettatori: 1 300 | NEC Red Rockets  | 3 - 1 | CMFC        | 25-15, 25-18, 19-25, 25-15 |

##### Semifinali
| 17 luglio 2018 Palazzetto dello Sport Alexandrov, Öskemen Durata: 1h:17 - Spettatori: 700   | Supreme Chonburi | 3 - 0 | Jiangsu | 25-19, 25-19, 25-15 |
| 17 luglio 2018 Palazzetto dello Sport Alexandrov, Öskemen Durata: 1h:40 - Spettatori: 4 500 | NEC Red Rockets  | 3 - 0 | Altay   | 25-20, 25-17, 28-26 |

##### Finale 3º posto
| 18 luglio 2018 Palazzetto dello Sport Alexandrov, Öskemen Durata: 2h:20 - Spettatori: 3 200 | Jiangsu | 3 - 2 | Altay | 25-20, 25-23, 21-25, 17-25, 15-12 |

##### Finale
| 18 luglio 2018 Palazzetto dello Sport Alexandrov, Öskemen Durata: 2h:22 - Spettatori: 4 200 | Supreme Chonburi | 3 - 2 | NEC Red Rockets | 13-25, 25-21, 25-18, 20-25, 16-14 |

#### Finale 5º e 7º posto
|  | Semifinali  | Semifinali  | Semifinali |        |        | Finale 5º/6º posto | Finale 5º/6º posto | Finale 5º/6º posto |  |
|  |             |             |            |        |        |                    |                    |                    |  |
|  | CMFC        | CMFC        | 1          |        |        |                    |                    |                    |  |
|  | CMFC        | CMFC        | 1          |        |        |                    |                    |                    |  |
|  | Paykan      | Paykan      | 3          |        |        |                    |                    |                    |  |
|  | Paykan      | Paykan      | 3          |        | Paykan | Paykan             | 0                  |                    |  |
|  |             |             |            |        | Paykan | Paykan             | 0                  |                    |  |
|  |             |             | Garuda     | Garuda | 3      |                    |                    |                    |  |
|  | Garuda      | Garuda      | Garuda     | Garuda | 3      | 3                  |                    |                    |  |
|  | Garuda      | Garuda      |            |        |        | 3                  |                    |                    |  |
|  | VTV Long An | VTV Long An | 1          |        |        | Finale 7º/8º posto | Finale 7º/8º posto | Finale 7º/8º posto |  |
|  | VTV Long An | VTV Long An | 1          |        |        |                    |                    |                    |  |
|  |             |             |            |        |        |                    |                    |                    |  |
|  |             |             |            |        |        | CMFC               | CMFC               | 0                  |  |
|  |             |             |            |        |        | CMFC               | CMFC               | 0                  |  |
|  |             |             |            |        |        | VTV Long An        | VTV Long An        | 3                  |  |

##### Play-off 1
| 16 luglio 2018 Palazzetto dello Sport Alexandrov, Öskemen Durata: 1h:16 - Spettatori: 420 | VTV Long An | 3 - 0 | Lanka Lions | 25-8, 25-19, 25-18 |

##### Play-off 2
| 16 luglio 2018 Palazzetto dello Sport Alexandrov, Öskemen Durata: 2h:01 - Spettatori: 850 | Paykan | 1 - 3 | Garuda | 25-23, 20-25, 22-25, 18-25 |

##### Semifinali
| 17 luglio 2018 Palazzetto dello Sport Alexandrov, Öskemen Durata: 1h:55 - Spettatori: 280 | CMFC   | 1 - 3 | Paykan      | 24-26, 20-25, 25-22, 13-25 |
| 17 luglio 2018 Palazzetto dello Sport Alexandrov, Öskemen Durata: 1h:50 - Spettatori: 220 | Garuda | 3 - 1 | VTV Long An | 25-19, 25-23, 15-25, 25-20 |

##### Finale 7º posto
| 18 luglio 2018 Palazzetto dello Sport Alexandrov, Öskemen Durata: 1h:17 - Spettatori: 280 | CMFC | 0 - 3 | VTV Long An | 19-25, 22-25, 16-25 |

##### Finale 5º posto
| 18 luglio 2018 Palazzetto dello Sport Alexandrov, Öskemen Durata: 1h:36 - Spettatori: 600 | Paykan | 0 - 3 | Garuda | 25-27, 18-25, 19-25 |

## Classifica finale
| Pos | Squadre          | Qualificazione                    |
| --- | ---------------- | --------------------------------- |
|     | Supreme Chonburi | Campionato mondiale per club 2019 |
|     | NEC Red Rockets  |                                   |
|     | Jiangsu          |                                   |
| 4   | Altay            |                                   |
| 5   | Garuda           |                                   |
| 6   | Paykan           |                                   |
| 7   | VTV Long An      |                                   |
| 8   | CMFC             |                                   |
| 9   | Lanka Lions      |                                   |

## Premi individuali
| Premio                 | Nome                | Squadra          |
| ---------------------- | ------------------- | ---------------- |
| MVP                    | Ajcharaporn Kongyot | Supreme Chonburi |
| Miglior palleggiatrice | Rong Wanqianbai     | Jiangsu          |
| Miglior opposto        | Nanami Hirose       | NEC Red Rockets  |
| Miglior schiacciatrice | Ajcharaporn Kongyot | Supreme Chonburi |
| Miglior schiacciatrice | Olga Kubassevich    | Altay            |
| Miglior centrale       | Natalia Sharshakova | Altay            |
| Miglior centrale       | Wang Chenyue        | Jiangsu          |
| Miglior libero         | Sayaka Iwasaki      | NEC Red Rockets  |